# Piantón
Piantón   ist ein Weiler in der Gemeinde Vegadeo der Autonomen Region Asturien in Spanien.

## Geographie
Pianton liegt am Rio Suaron und hat 157 Einwohner (2020) auf einer Fläche von 19,7 km². Die nächste größere Ortschaft ist Vegadeo, der 1,9 km entfernte Hauptort der gleichnamigen Gemeinde. Das Dorf gehört zu dem gleichnamigen Parroquia Piantón.

## Verkehrsanbindung
Piantón ist über die AS-22 und die Ve-1 erreichbar.

Anbindungen über ein Flugzeug bestehen über die beiden Flughäfen: Rozas 28 km,  Oviedo 43 km.

## Klima
Angenehm milde Sommer mit ebenfalls milden, selten strengen Wintern. In den Hochlagen können die Winter durchaus streng werden.

## Sehenswürdigkeiten
- Puente romano de Piantón (römische Brücke)
- Kapelle in Piantón
- Kirche San Esteban de Piantón
- Reserva Natural Parcial de la Ría del Eo (Naturpark)

## Feste
- Semana Santa de Piantón am 20. März
- Fiesta de El Corpus 25. Juni